# 烏薩河 (伯朝拉河支流)
烏薩河（俄语：Уса，羅馬化：Usa）是俄羅斯的河流，位於科密共和國，屬於伯朝拉河最大的支流，河道全長565公里，流域面域93,600平方公里，發源自烏拉山脈，河流從10月至6月結冰，其中325公里的河道可讓船隻航行。